# 中国庭审公开网
中国庭审公开网，是中国法院网为中华人民共和国全国各级法院开通的庭审直播平台。

## 简介
2013年12月11日，中国庭审公开网正式开通。中国庭审公开网由中国法院网开办，这是为贯彻中共十八大提出的完善司法公开制度的要求，落实全国法院司法公开工作推进会上最高人民法院院长周强提出的全面推进司法公开工作的讲话精神。中国法院庭审直播网的开通，是配合最高人民法院建设司法公开三大平台即审判流程公开、裁判文书公开、执行信息公开平台的司法公开举措。中国法院庭审直播网开通后，通过该网任何人都可“旁听”全国各地法院的庭审直播。
2017年1月18日，在最高人民法院支持和指导下，新华网股份有限公司与人民法院新闻传媒总社签署庭审网络直播战略合作协议。

## 里程碑
2013年12月11日，中国法院庭审直播网正式上线开通。
2016年9月27日，中国庭审公开网正式开通。
2018年2月5日，直播案件庭审超61万件，观看量超过46亿人次。2018年4月27日，累计直播81万次，访问量超过58亿人次。2018年11月27日，直播超200万场，总访问量超过130亿次。
2019年4月24日，直播达300万场，访问量突破160亿人次，全国各级法院公开覆盖率超过92%。2019年7月24日，直播突破400万场。日均直播15000场，总访问量超180亿人次。2019年10月23日突破500万场。2020年7月14日突破800万场。2020年12月4日突破1000万场。
截至2022年12月，累计直播庭审2000余万场，访问量超540亿次。

## 内容
进行庭审直播的绝大多数案件为民事案件，极少数为刑事案件或行政案件。直播形式包括现场视频转播、附字幕直播、图文直播（极少使用）、远程庭审直播（线上诉讼）等。

## 评价
2019年2月，经济日报记者采访各界人士观点，评价认为，中国庭审公开网的庭审直播彰显司法自信、增强庭审程序“仪式感”并提升了司法机制透明度。
在2019年一份对160名对象的问卷调查中，61%的回答者认为庭审直播有助司法水平、公开和公正，但过半回答者表示作为当事人时不愿选择或者拒绝庭审直播。近四成回答者认为庭审直播作秀成分大，辩论简单，普法意义低。有近半法官担心直播中表现不佳、注意力被分散，而律师中65%支持庭审直播，认为有助保障辩护权。庭审直播的声画质量、语言障碍、个人隐私保护、舆论影响、对受众身心健康影响等，亦受到相关关注。